# Helen Keller
Helen Adams Keller (Tuscumbia, Alabama, 27 de junio de 1880-Easton, Connecticut, 1 de junio de 1968), conocida como Helen Keller, fue una escritora, oradora y activista política sordociega estadounidense. A los diecinueve meses de vida sufrió una grave enfermedad que le provocó la pérdida total de la visión y la audición. Su incapacidad para comunicarse desde temprana edad fue traumática para Helen y su familia, por lo que fue prácticamente incontrolable durante un tiempo. Cuando cumplió siete años, sus padres decidieron buscar una instructora y fue así como el Instituto Perkins para Ciegos les envió a una joven especialista, Anne Sullivan, que se encargó de su formación y logró un avance en la educación especial. Continuó viviendo a su lado hasta la muerte de ésta en 1936.
Después de graduarse de la escuela secundaria en Cambridge, Keller ingresó en el Radcliffe College, donde recibió una licenciatura, convirtiéndose así en la primera persona sordociega en obtener un título universitario. Durante su juventud, comenzó a apoyar al socialismo y en 1905 se unió formalmente al Partido Socialista. A lo largo de toda su vida redactó múltiples artículos y más de una docena de libros sobre sus experiencias y modos de entender la vida, entre ellos La historia de mi vida (1903) y Luz en mi oscuridad (1927).
Keller se convirtió en una activista y filántropa destacada; recaudó dinero para la Fundación Americana para Ciegos, fue miembro del Industrial Workers of the World —donde escribió desde 1916 a 1918— y promovió el sufragio femenino, los derechos de los trabajadores, el socialismo y otras causas relacionadas con la izquierda, además de ser una figura activa de la Unión Estadounidense por las Libertades Civiles tras cofundarla en 1920. En 1924 se apartó de la actividad política para enfocarse en la lucha por los derechos de las personas con discapacidades y realizó viajes por todo el mundo ofreciendo conferencias hasta 1957. Por sus logros, el presidente estadounidense Lyndon Johnson le otorgó la Medalla Presidencial de la Libertad en 1964. Desde 1980, por decreto de Jimmy Carter, el día de su nacimiento es conmemorado como el Día de Helen Keller. Su vida ha sido objeto de variadas representaciones artísticas, tanto en cine, teatro y televisión, destacándose particularmente The Miracle Worker.

## Ascendencia

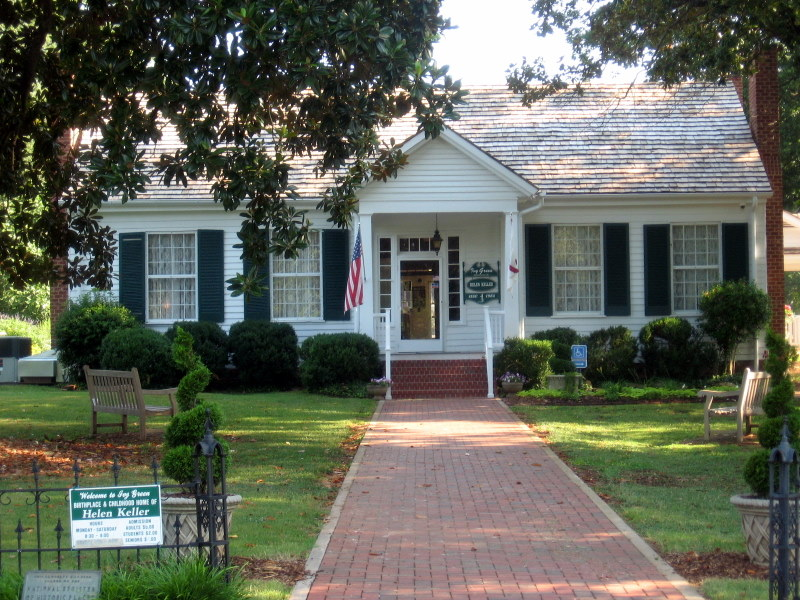
«Ivy Green», la casona construida por el abuelo de Keller en 1820

Helen Adams Keller nació en Tuscumbia, el centro administrativo del condado de Colbert, donde sus padres tenían una granja, «Ivy Green», construida por el abuelo de Helen en 1820. Si bien el nombre propuesto por su padre había sido Mildred Campbell en honor a su bisabuela, su madre decidió que llevara el segundo nombre de su abuela materna, Helen Everett. Sin embargo, su padre, a causa de la emoción, olvidó parte del nombre en el trayecto hacia la iglesia y fue finalmente inscrita como Helen Adams.
Su padre, Arthur H. Keller (1836-1896), era propietario del periódico Tuscumbia North Alabamian desde 1870 y había servido como capitán en el ejército confederado. Se había casado dos veces; su primera esposa, Sarah Rosser, con quien tuvo dos hijos, murió en 1877. Al año siguiente de enviudar contrajo matrimonio en segundas nupcias con la hija de un militar, Kate Adams (1856-1921), veinte años menor, con la que tuvo tres hijos: Helen, Mildred (1886-1969) y Philips (1891-1971). El matrimonio perduró hasta la muerte de Arthur en 1896 y Kate le sobrevivió hasta 1921.
Su abuela paterna era sobrina de Robert E. Lee, hija del edecán de LaFayette, Alexander Moore, y nieta de Alexander Spotswood, gobernador de Virginia desde 1710 a 1722. Su abuelo materno, Charles W. Adams (1817-1878), originario de Massachusetts y descendiente del segundo presidente estadounidense John Adams, también luchó para el ejército confederado durante la guerra civil estadounidense, donde obtuvo el grado de coronel y ejerció como brigadier-general.
Su familia, próspera económicamente, sufrió consecuencias negativas en sus finanzas luego de la derrota de la Confederación y vivió más modestamente a partir de ese momento. Su linaje paterno se remonta a Casper Keller, originario de Suiza, que decidió instalarse en el Nuevo Mundo y adquirió extensiones de tierra en Alabama; casualmente, uno de los antepasados suizos de Helen fue el primer maestro para sordos en Zúrich. Keller reflexionó sobre esta coincidencia en su autobiografía: «No hay rey que no haya tenido un esclavo en sus antepasados, ni esclavo que no haya tenido un rey entre los suyos».

## Biografía

### Primeros años

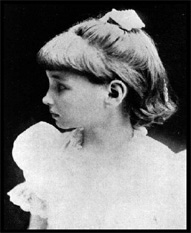
Helen Keller a la edad de 7 años

Helen Keller nació con una capacidad normal de ver y oír y alrededor de su primer año de vida, comenzó a caminar. Tenía una excelente visión, a tal punto que era capaz de distinguir fácilmente un alfiler caído en el suelo. Según su madre, fue capaz de decir algunas palabras a la edad de seis meses; logró balbucear «hola» y en una oportunidad irrumpió en una reunión solicitando «té, té, té». Algunas palabras, entre ellas «agua», fueron retenidas en su memoria incluso después de su enfermedad.
A la edad de diecinueve meses, sufrió una grave patología que los médicos de la época llamaron congestión cerebro-estomacal, aunque especialistas modernos sugieren que pudo haber sido escarlatina, sarampión o meningitis. Un pediatra pensó que su vida corría peligro y se sorprendió gratamente al observar que los picos de fiebre descendieron luego y, por consiguiente, logró recuperarse. Sin embargo, la enfermedad dejó secuelas importantes a su paso: la pérdida total de la audición y la visión. Tras ello, se convirtió en una niña vanidosa y demandante que se enfurece con facilidad. Su enojo producido por sentirse diferente de otras personas se convirtió en ataques de furia al comprobar que los demás utilizaban la boca para comunicarse, y no gestos.
Helen pasó sus primeros años en la granja de su familia, donde disfrutaba de caminar alrededor de los jardines y estar en contacto con los animales de ahí. Durante el período previo a la llegada de Anne Sullivan, no era capaz de comunicarse con su familia aunque expresaba sus deseos mediante gestos. Para la edad de siete años, Helen utilizaba aproximadamente sesenta signos caseros. A pesar de su falta de audición y visión, tenía como asidua compañera a la hija de la cocinera, Martha Washington, una niña negra seis años mayor con la que solía entretenerse a diario.
A la edad de cinco años, la familia Keller se mudó de hogar. A pesar de que dudaban que Helen fuera susceptible de instrucción, su madre Kate, inspirada en el libro de viaje Notas de América de Charles Dickens, donde Laura Bridgman logra instruirse gracias a Samuel Howie a pesar de su discapacidad, envío en 1886 a su hija a Baltimore acompañada de su padre a pedir el consejo del otorrinolaringólogo J. Julian Chisolm. Él les recomendó a Alexander Graham Bell, que estaba trabajando con niños sordos en Washington. Bell, por su parte, los derivó al Instituto Perkins para Ciegos, una escuela en el sur de Boston donde Bridgman había sido educada. Michael Anagnos, director de la entidad, le solicitó a Anne Sullivan, una ex estudiante de veinte años con discapacidad visual, que se convirtiera en la instructora de Keller.

### La llegada de Anne Sullivan

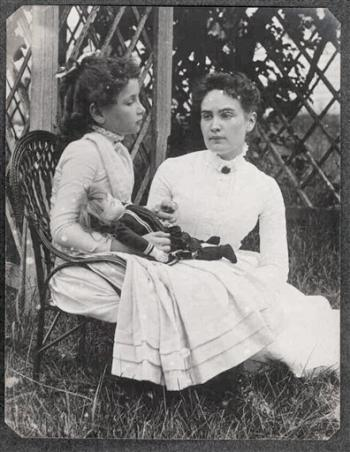
Helen Keller junto a Anne Sullivan en 1888.

Anne Sullivan, una maestra con discapacidad visual graduada del Instituto Perkins para Ciegos, llegó a la casa de Helen en marzo de 1887. En su autobiografía, Keller diría: «Me maravillo al pensar en los inconmensurables contrastes que había entre las dos vidas que reunió ese encuentro». Inmediatamente, solicitó una habitación separada para facilitar la comprensión de los conocimientos de Helen y comenzó a enseñarle a comunicarse por medio del deletreo de palabras en su mano. Al principio se resistió ya que no entendía que había una única palabra asignada para cada objeto. De hecho, cuando trató de enseñarle la palabra «taza», Helen se frustró tanto que rompió su pocillo. El gran avance de Keller en la comunicación llegó el mes siguiente, cuando se dio cuenta de que los movimientos que su maestra hacía en la palma de su mano mientras hacía correr agua fresca sobre su otra mano simbolizaban la idea de «agua». Durante un mes, no fue capaz de distinguir la diferencia entre verbos y sustantivos, pero sí comprendió que existía una relación entre las palabras y los objetos rápidamente. Con el paso de los días, aprendió a formar frases y deletrear por el mismo procedimiento algunas palabras y verbos tales como «alfiler», «sombrero», «levantarse», «sentarse» y «andar».
Según Keller, en muchas ocasiones el aprendizaje de nuevas palabras revivía en su mente una imagen olvidada producto de alguna sensación. Fue por esa época cuando comenzó a percibir ideas abstractas al comprender que la palabra también podía designar un sentimiento. Desde un comienzo, su educadora mantuvo la regla de dirigirse hacia ella como cualquier otro niño, con la diferencia de que en lugar de pronunciar palabras, las deletreaba en su mano. Si Helen era incapaz de hallar las palabras justas para la expresión de sus pensamientos, su instructora las respondía por sí misma.
A diferencia de los sordos, los niños comunes aprenden las palabras por imitación y las conversaciones del entorno estimulan su inteligencia, les sugieren objetos y los llevan a expresar espontáneamente sus propios pensamientos. La repetición de las palabras era un mecanismo fundamental para Sullivan, quien a su vez le enseñó a Helen con gran dificultad a tomar parte en las conversaciones mediante el deletreo de palabras en las manos. Años más tarde, Keller la elogiaría por su «particular comprensión, inteligencia y tacto amable».
El siguiente desafío para Helen fue aprender a leer. Luego de lograr un deletreo fluido, Sullivan le proporcionó pequeños cartones con letras en relieve con los que ordenaba palabras y formaba oraciones cortas. Helen recordó un ejercicio en su autobiografía: «Por ejemplo, después de haber hallado los cartoncitos con las palabras “la muñeca está en la cama”, yo colocaba cada palabra sobre su objeto; luego metía la muñeca en la cama con estas palabras a su lado... Esto constituía una frase, y asociaba en mi mente las ideas de las cosas expresadas por las palabras con el acto complejo que en conjunto revelaban». Posteriormente, Helen recibió clases de aritmética, zoología y botánica con ayuda de su maestra, quien le enseñó a contar por medio de operaciones ensartadas por grupos.
Tres meses después del inicio de su formación, fue capaz de leer y escribir mediante el sistema braille y poco después, de utilizar el lápiz. Estaba tan fascinada con la lectura que por las noches solía tomar libros escritos en braille para leerlos bajo las sábanas de su cama. Como resultado del trabajo realizado, el carácter de Helen cambió rotundamente y llegó a ser más civilizada y amable. También aprendió a leer los labios de las personas con el método Tadoma, en donde se aplica el tacto, la percepción del movimiento y las vibraciones de los mismos. Anagnos quedó tan sorprendido con el avance de Helen que escribió algunas notas al respecto. Fue así como su nombre comenzó a aparecer en las primeras páginas de sus publicaciones.

### Educación secundaria
Sullivan acompañó a Keller durante cuarenta y nueve años hasta su muerte. En mayo de 1888, ambas se trasladaron al Instituto Perkins para Ciegos en Boston. Ahí, Helen entabló amistad con todos los niños ciegos: «me sería imposible expresar cuánta fue mi alegría, viendo que todos comprenden  el alfabeto manual», confesó en su autobiografía. Además, aprovechó su estadía para visitar Bunker Hill, donde recibió su primera lección de historia.
Cuando tenía diez años, conoció a la sorda ciega noruega Ragnhild Kåta, que había logrado aprender a hablar. Helen estaba ansiosa por alcanzar ese objetivo a pesar de que la familia trató de disuadirla por temor a que experimentara una profunda frustración en caso de no poder concretarlo. A pesar de eso, Sullivan condujo a Keller con la educadora Sarah Fuller, la directora de la Escuela para Sordos Horace Mann, que se dedicaba a ayudar a hablar a personas con dicha discapacidad. Fuller le proporcionó once lecciones, utilizando un método llamado Tadoma desarrollado a partir de Graham Bell, en el cual presionaba sus dedos sobre la garganta del aprendiz y emitía un sonido, mientras que este sentía la posición y forma que la lengua de Fuller tomaba al hablar para luego imitarla. Más tarde Helen practicó este método de forma independiente con Sullivan a su lado y finalmente, fue capaz de articular su garganta para pronunciar palabras, aunque su voz al final de su vida continuaba siendo de difícil entendimiento para las personas.
En 1891, se produjo un incidente que llevó al deterioro de la relación entre Keller y los directivos del centro Perkins. El 4 de noviembre de ese año le envió como regalo de cumpleaños a Anagnos una historia corta que ella misma había escrito llamada The Frost King. Anagnos quedó fascinado y decidió publicarla en la revista de la institución. Sin embargo, luego descubrió que la historia era exactamente igual a una de la escritora infantil Margaret Canby, por lo que se sintió engañado. Al parecer, Helen había leído el relato años antes y en el momento de escribir The Frost King, se basó completamente en él inconscientemente. La acusación de plagio fue muy hiriente para Helen y su maestra Anne, por lo que en 1892 abandonaron el instituto Perkins. La explicación dada fue que la mente de Helen pasó por un proceso de criptomnesia, fenómeno por el cual se produce una alteración de la memoria consistente en evocar un recuerdo y no reconocerlo como tal, de manera que la idea parece nueva y personal. Este tipo de fenómenos se suele dar en los casos de plagio involuntario, donde el sujeto cree haber elaborado algo por primera vez mediante una combinación inédita de estímulos pero en realidad era una idea recuperada tal y como fue almacenada en la memoria. Según Sullivan, el relato de Canby llegó a manos de Helen en 1888 durante una visita a su amiga Sophia Hopkins, que tenía una copia del mismo. Mark Twain, quien admiraba profundamente a Keller, definió a la historia como «completamente idiota y grotesca» en 1903. Afortunadamente, Helen fue perdonada por Perkins décadas después y continuó colaborando con la institución mediante la donación de libros en braille a la biblioteca e incluso, estuvo presente cuando el edificio Keller-Sullivan se convirtió en la sede del Programa de Sordoceguera de la escuela en 1956.
Posteriormente, dejó de asistir a clases en escuelas y se dedicó a estudiar con su educadora y profesores particulares. El éxito de su formación se debió no solo a su voluntad sino también a la mejora del bienestar económico de su familia, que podía permitirse el lujo de contratar a profesores y establecerla en colegios privados. En 1894, Helen y Anne ayudaron a Juan D. Wright y al Dr. Thomas Humason en el establecimiento de una escuela para sordos en Nueva York. Ese año asistió a la Escuela para Sordos Wright-Humason, donde concurrió hasta 1896 para luego matricularse en la escuela de señoritas de Cambridge en Massachusetts. Era acompañada siempre por Sullivan, quien le ayudaba con las tareas y la lectura de libros, incluso luego de su admisión para continuar una carrera universitaria en el Radcliffe College.

### Estudios universitarios y formación de creencias

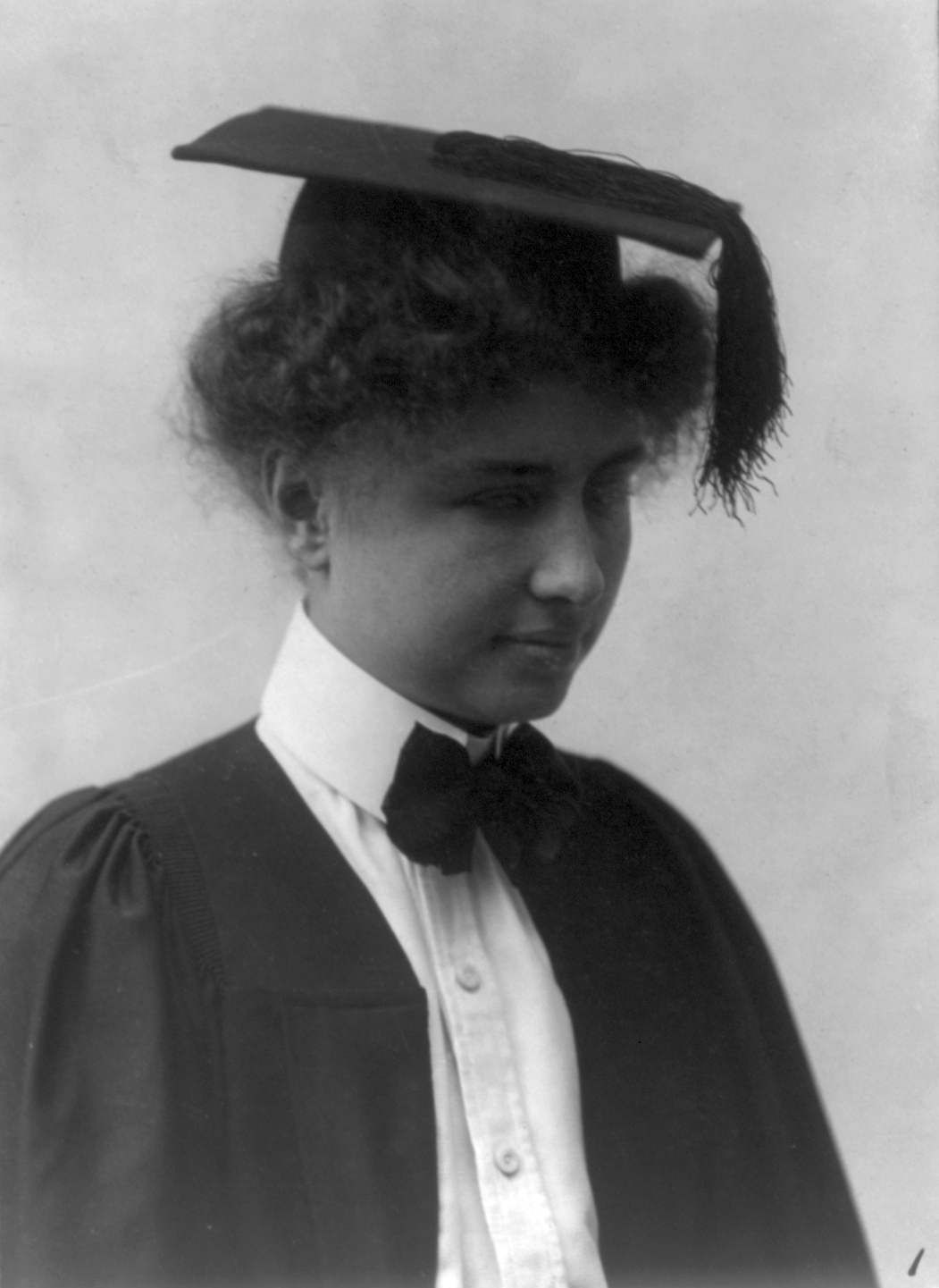
Helen Keller en el momento de su graduación, en 1904.

Keller llevó a cabo pruebas preliminares para ingresar en el Radcliffe College desde el 29 de junio al 3 de julio de 1897. Su sueño desde la infancia era poder ir a la universidad. Si bien aprobó los exámenes, por recomendación de sus profesores se incorporó a la institución recién en 1900. Sus estudios fueron financiados por el magnate de la Standard Oil, Henry Huttleston Rogers, y su esposa Abbie, a quienes había conocido por intermedio de Mark Twain. En la universidad, Helen se enfrentó a nuevos retos: sus manuales de capacitación debieron ser impresos en braille y las clases estaban repletas de gente, aunque los profesores mantuvieron una atención especial para con ella, especialmente con las asignaturas con las que tenía mayor dificultad, álgebra y geometría.
Radcliffe tuvo una gran influencia en la formación de su ideología política izquierdista. Comenzó a interesarse por los derechos de los trabajadores cuando leyó que el mayor porcentaje de ciegos se hallaba en los estratos bajos de la población debido a las precarias condiciones laborales en las fábricas. Posteriormente, se relaciona con movimientos socialistas femeninos y el apoyo a las causas de Emmeline Pankhurst. Su origen sudista jugó un papel controvertido en sus opiniones políticas a pesar de que siempre se manifestó en contra de la esclavitud; el padre de Keller era un sudista «típico» y afirmó hasta el final de su vida que los negros no eran personas. Su madre tenía una visión política más inclinada al liberalismo.
Mientras cursaba sus estudios, Keller comenzó a escribir sus primeras obras. Su autobiografía, La historia de mi vida, fue publicada por primera vez en el Ladies' Home Journal y en 1903, fue editada en formato libro. La mayoría de los críticos elogiaron su obra y posteriormente fue traducida a 50 idiomas y varias veces reimpresa en inglés.
Keller se graduó con honores de la universidad en 1904, convirtiéndose en la primera persona sordociega en obtener un título de grado. En el mismo año, Sullivan contrajo matrimonio con John Macy, un socialista acérrimo con el que Keller leyó la obra filosófica de H. G. Wells, que fortaleció aún más sus puntos de vista acerca de esa ideología. Luego, se inclinó por la bibliografía de Marx y Engels, experiencia sobre la que comentó: «Es como si hubiera estado dormida y despertado en un nuevo mundo». En 1905, Keller se afilió formalmente al Partido Socialista, lo que provocó que su imagen descendiera drásticamente en Estados Unidos y se convirtiera en objeto de críticas y ridiculizaciones. Los periodistas en este sentido señalaron que Keller no podía analizar objetivamente la política como consecuencia de su discapacidad.

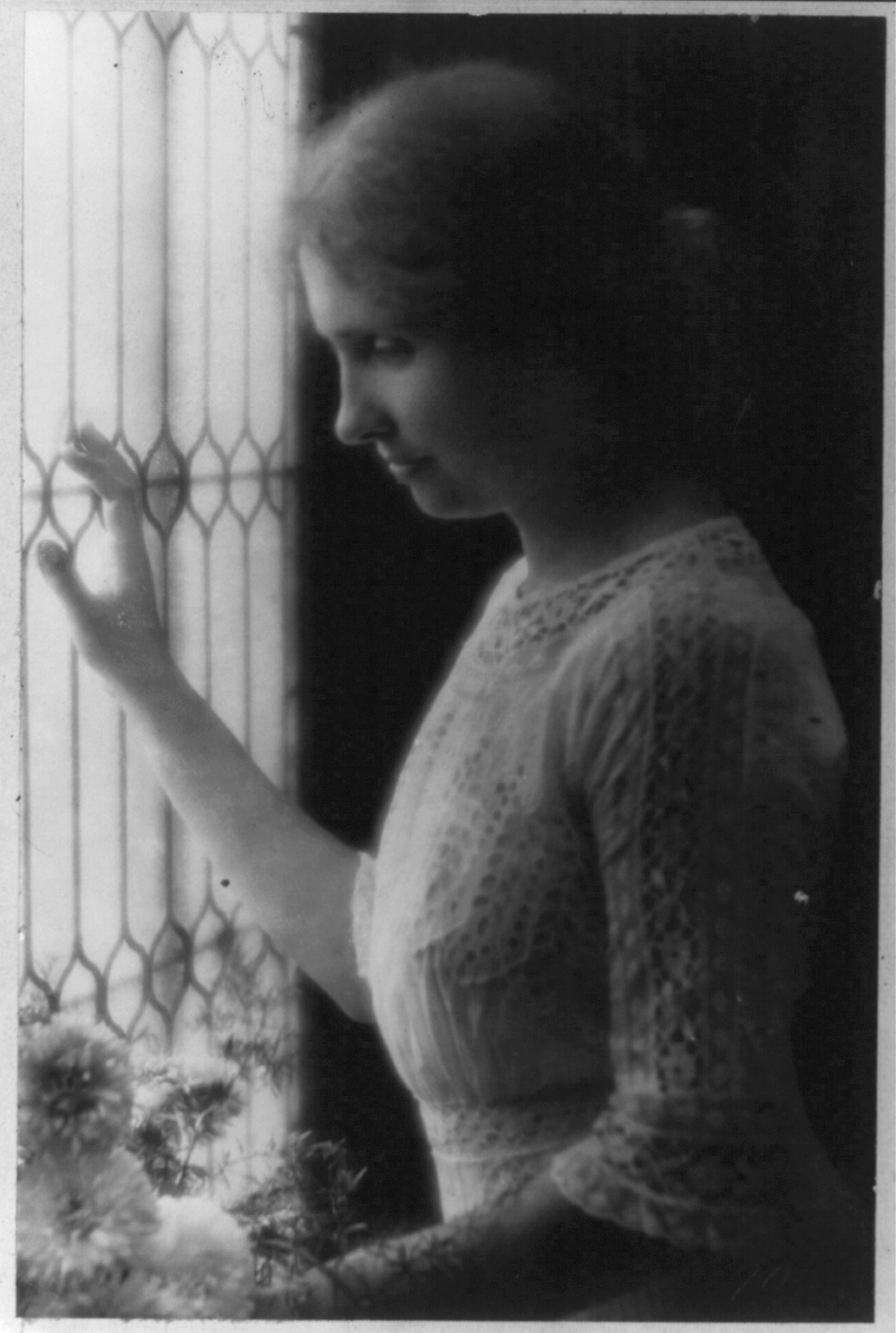
Helen Keller, c. 1912.

Al finalizar la universidad, Keller, Sullivan y Macy se trasladaron a una nueva vivienda en Forest Hills, donde escribió varios libros: El mundo en el que vivo, Canción del muro de piedra y Fuera de la oscuridad. Paralelamente, mantuvo una correspondencia asidua con el filósofo y pedagogo austríaco Wilhelm Jerusalem, que fue uno de los primeros en descubrir su talento literario. En 1912, concedió el primer reportaje de su vida a Ernest Gruening. Keller decidió incorporarse al Industrial Workers of the World, organización para la que escribió entre 1916 y 1918, debido a que su partido era «demasiado lento... se hunde en el pantano político», según manifestó en una entrevista a New York Tribune.

Es casi, si no imposible, para el partido mantener su carácter revolucionario en tanto ocupe un puesto debajo del gobierno... El gobierno no respalda los intereses que el Partido Socialista supuestamente debe representar. La tarea, cierto, es unir y organizar a todos los trabajadores sobre una base económica y son los propios trabajadores quienes deben asegurar la libertad para sí mismos, quienes deben crecer fuerte. Nada puede ser adquirido por la acción política. Por eso me convertí en un IWW.
Entrevista a Barbara Bindley, New York Tribune, 1916.

La relación entre John Macy y Anne Sullivan se deterioró cada vez más en los últimos años y en 1914 se separaron formalmente. Sin embargo, no llevaron a cabo los trámites de divorcio y al momento de la muerte de Macy en 1932, aún figuraba como casada. Si bien Keller nunca contrajo matrimonio, en una ocasión en la que Sullivan estaba enferma y su nueva ayudante Polly Thomson se hallaba de vacaciones, el secretario Peter Fagan comenzó a ayudarla en su rutina diaria por la ausencia de ambas. Fagan se sintió atraído por Keller a tal punto que se le insinuó y le propuso casamiento, lo que generó en Keller incomodidad y felicidad a la vez. En su autobiografía, relató: «Su amor fue un sol radiante que brillaba ante mi impotencia y aislamiento». Su familia reprobó la unión ya que consideraban que una persona con discapacidad no podía casarse. En la sociedad de la época no se veía con buenos ojos que una persona con discapacidad se casara y menos que albergara esos sentimientos.
Durante la Primera Guerra Mundial, Keller se opuso al ingreso de Estados Unidos al conflicto bélico y cofundó junto a George Kessler la organización Helen Keller International, dedicada a realizar investigaciones sobre la visión, la salud y la nutrición. En 1917, se manifestó a favor de la Revolución Rusa y las políticas de Lenin y en 1918, participó en la creación de la Unión Estadounidense por las Libertades Civiles, cuyo propósito es defender y preservar los derechos individuales y las libertades garantizadas a cada persona por la Constitución y las leyes de los Estados Unidos. Demostrando su apoyo a la campaña electoral del candidato socialista Eugene V. Debs, le envió correspondencia a la cárcel donde se hallaba bajo el cargo de sedición a causa de su oposición a la Primera Guerra Mundial. Antes de leer Progress and Poverty, Keller ya era una socialista consolidada que creía que el georgismo era fundamental para hallar el camino político y económico adecuado. Más tarde manifestó haber hallado «en la filosofía de Henry George una rara belleza y el poder de la inspiración, y una espléndida fe en la nobleza esencial de la naturaleza humana».

### Años de posguerra y muerte de Sullivan

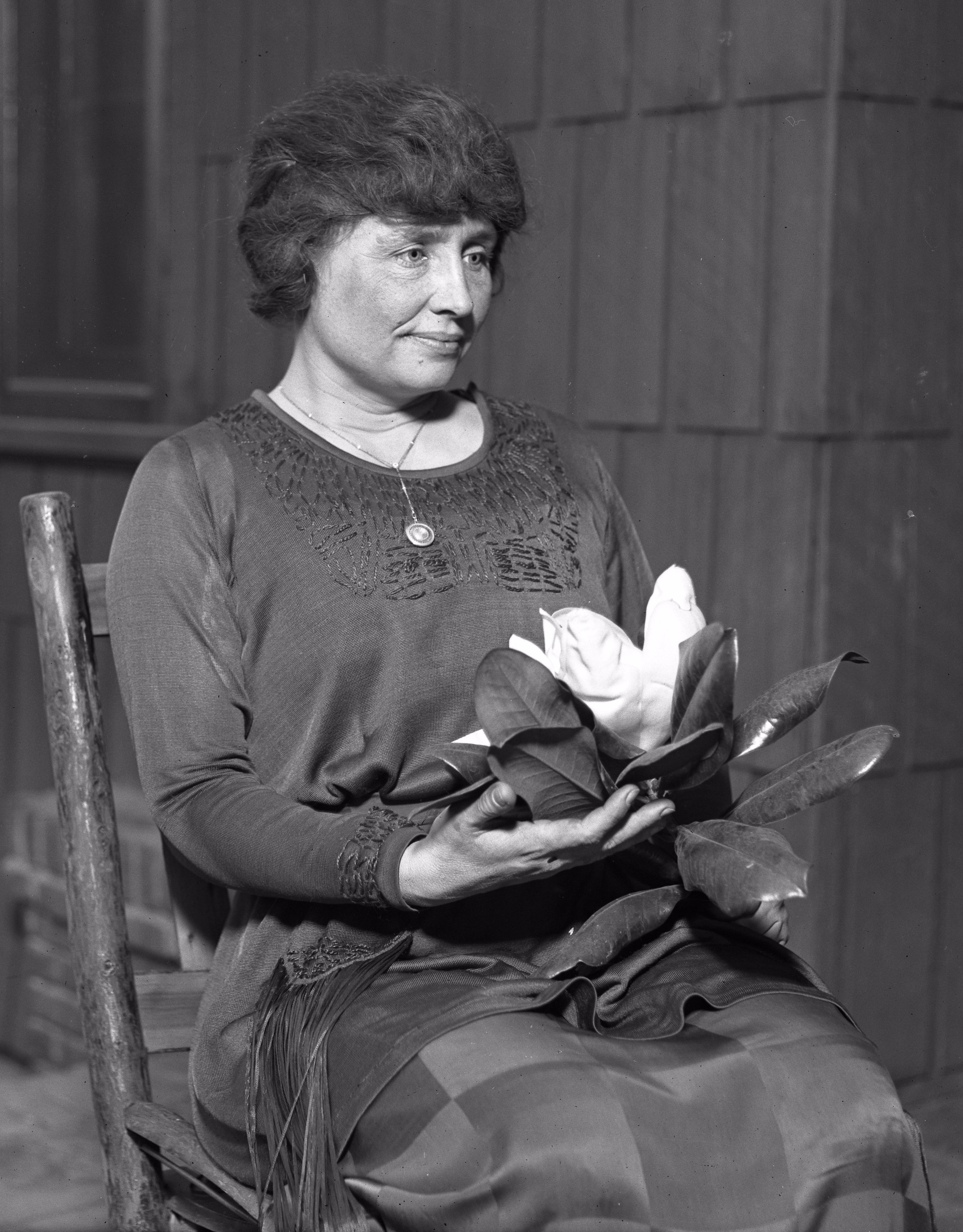
Helen Keller, c. 1920.

Keller se convirtió en una oradora y autora de fama mundial, y fue considerada a la vez una ferviente defensora de las personas con discapacidad. mantuvo una postura pacifista a lo largo de su vida y tocó en sus escritos temas controvertidos como la prostitución y la sífilis (una de las causantes de la ceguera). Luego de unirse al Partido Socialista, se dedicó a realizar arduas campañas y escritos sobre la clase trabajadora, especialmente desde 1909 a 1921. Por otra parte, conoció personalmente a todos los presidentes de Estados Unidos desde Grover Cleveland a John F. Kennedy.
Los periodistas que habían elogiado su valor e inteligencia antes de que se identificara como socialista ahora hacían hincapié en sus incapacidades; un editor del Brooklyn Eagle escribió que «sus errores surgieron por las limitaciones manifiestas en su desarrollo», a lo que Keller respondió en una carta: «En ese tiempo sus cumplidos hacia mi eran tan generosos que me sonrojo al recordarlos. Pero ahora que apoyó al socialismo me recuerda a mí y al público que soy ciega y sorda y especialmente responsable de errar. Debo haberme empequeñecido en inteligencia desde que lo conocí... ¡Oh, ridículo Brooklyn Eagle! Socialmente sordo y ciego, defiende un sistema intolerable, un sistema que es la causa de gran parte de la ceguera y sordera física que nosotros tratamos de prevenir». Keller se incorporó a la vez a organizaciones reconocidas por su lucha contra el racismo en Estados Unidos, incluyendo la National Association for the Advancement of Colored People.

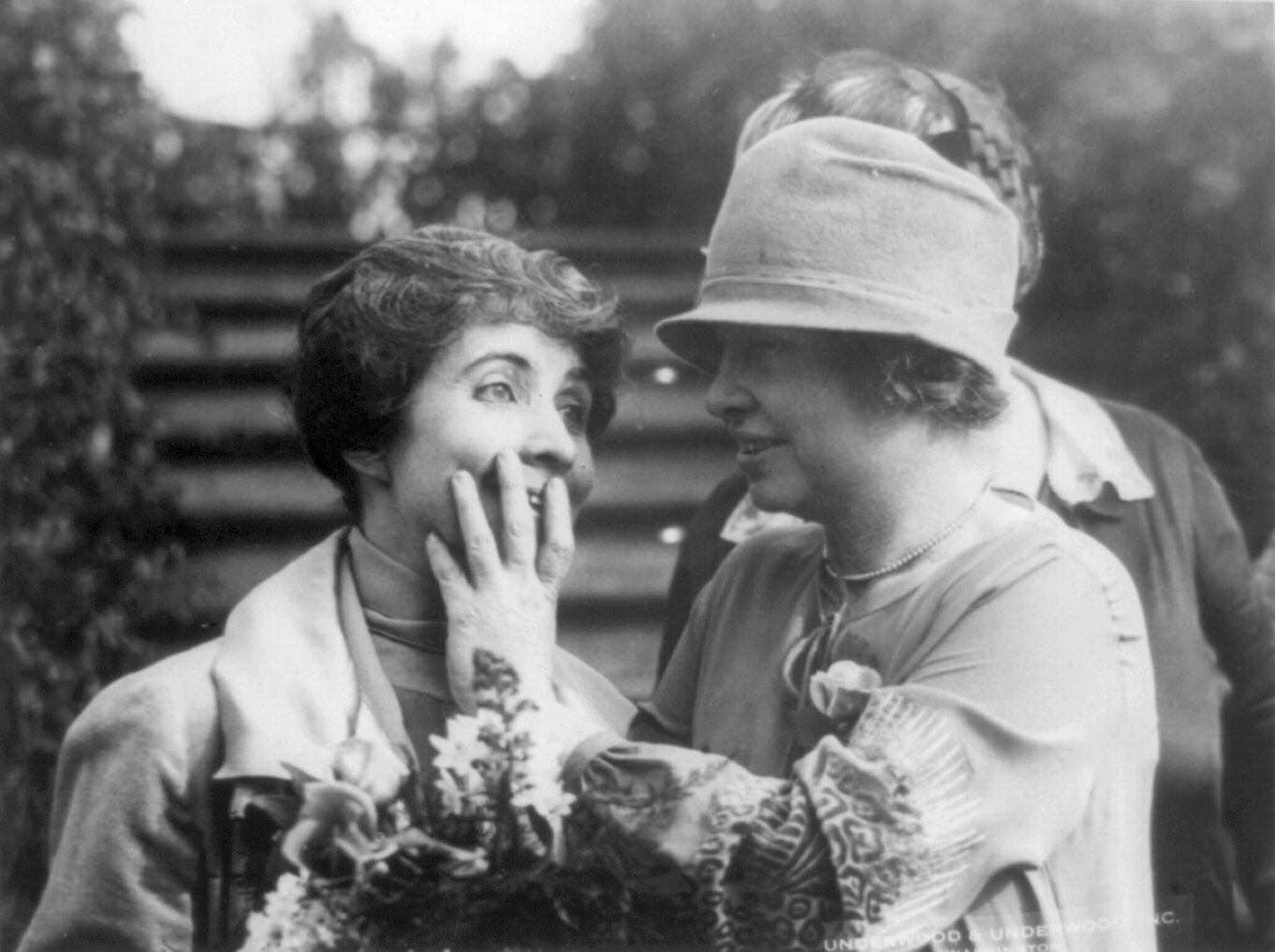
Helen Keller leyendo labios (enero de 1926)

Las actividades de Keller durante la guerra atrajeron a muchos cineastas. La idea de realizar un documental sobre su vida llegó por primera vez de la mano del escritor estadounidense Francis Trevelyan Miller. El rodaje se llevó a cabo en el estudio «Brunton» bajo la dirección de George Foster Platt y la colaboración de Lawrence Fowler y Arthur Todd. De acuerdo con Keller, el director tuvo que desarrollar un sistema especial para comunicarse con ella y requirió de la ayuda de Polly Thomson para que le tradujera sus palabras a Keller mediante el alfabeto manual. La película muda se tituló Deliverance y se estrenó en 1919.
Durante los años de 1920, Keller comenzó a viajar por todo el país realizando conferencias en compañía de Sullivan. Luego de 1924, se retiró casi completamente de la actividad política para dedicarse al trabajo con personas de discapacidad visual, tarea que le fue facilitada al ingresar a la Fundación Americana para Ciegos. Ahí, no solo sirvió como profesora sino también como activista por los derechos de las personas con ceguera, que a menudo eran incorrectamente educadas y puestas en asilos. Sus esfuerzos fueron un factor importante en el cambio de estas condiciones. En 1932, fue nombrada vicepresidente del Real Instituto para Ciegos en el Reino Unido.
Anne Sullivan, su compañera durante 49 años, murió en 1936 después de un período en coma, con Keller sosteniéndole la mano a su lado. Tras su deceso, Thomson y ella se mudaron a Westport, Connecticut. Su muerte significó una pérdida severa para Keller, quien en 1929 había escrito: «Ofrezco una súplica temblorosa al Señor, porque si ella se va, voy a quedar realmente ciega y sorda».
En 1937, Keller viajó a Japón, donde conoció la historia del perro Hachiko. Admitió que le gustaría tener un ejemplar de su raza y al cabo de un mes, se le obsequió un Akita Inu llamado «Kamikaze-go». Cuando murió de moquillo canino al poco tiempo, el gobierno japonés le otorgó a su hermano, «Kenzan-go», como regalo oficial por parte del Estado en julio de 1938. Se le atribuye a Keller el haber introducido y popularizado al akita en Estados Unidos gracias a estos dos ejemplares. En sus propias palabras, «nunca sentí la misma ternura por cualquier otro animal doméstico. Él (el akita) es amable, sociable y confiable».

### Vida posterior

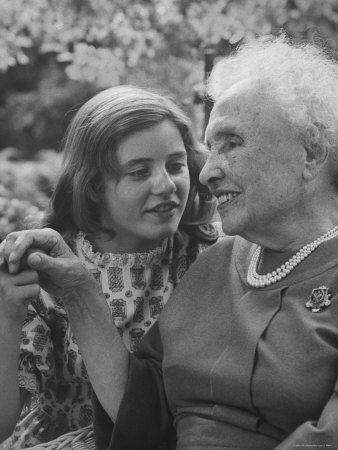
Helen Keller junto a la actriz Patty Duke en 1961.

Después de ser nombrada embajadora en Relaciones Internacionales por parte de la American Foundation for Overseas Blind, comenzó a realizar giras a lo largo del mundo. Entre 1946 y 1957, Keller visitó 35 países de Sudamérica, Europa y África, con las estadías financiadas por el Departamento y la Fundación Americana para Ciegos. En 1948, tres años después de los bombardeos atómicos, efectuó una visita a Hiroshima y Nagasaki como parte de su programa de oposición a la guerra y se mostró encantada con la cálida bienvenida que recibió por parte de dos millones de personas en estas ciudades. Finalizada la Segunda Guerra Mundial, visitó a soldados que habían perdido la vista o el oído durante el combate con el fin de ofrecerles contención y ánimo. Con la colaboración de Nella Henney, la biógrafa de Sullivan, ambas se dedicaron a editar sus memorias luego de su muerte. En 1954, participó en el rodaje del documental Helen Keller in Her Story, dirigida por Nancy Hamilton y narrada por Katharine Cornell, que obtuvo el premio Óscar al mejor documental largo.
Junto a Polly Thomson, viajó por todo el mundo y recaudó fondos para los ciegos. En 1957, Thomson sufrió un derrame cerebral del que no se recuperó y murió en 1960. Luego de su muerte, fue sustituida por Winnie Corbally, quien la acompañó el resto de su vida. En 1961, Keller sufrió una serie de derrames cerebrales que la obligaron a utilizar una silla de ruedas y reducir sus actividades sociales y apariciones públicas. Debido a eso, en 1964 no pudo concurrir a la ceremonia donde recibió la Medalla Presidencial de la Libertad, uno de los reconocimientos civiles más prestigiosos de Estados Unidos, por parte del presidente Lyndon Johnson. En 1965, fue incluida en el National Women's Hall of Fame durante la Feria Mundial de Nueva York.
Keller falleció a los 87 años mientras dormía, a las 3.35 UTC-5 del 1 de junio de 1968, en su residencia «Arcan Ridge» de Easton, Connecticut, días después de sufrir un ataque cardíaco. Después de llevarse a cabo el funeral, fue incinerada y sus cenizas fueron colocadas en la Catedral Nacional de Washington junto a las de Sullivan y Thomson. Poco antes de morir, Keller había exclamado: «En estos oscuros y silenciosos años, Dios ha estado utilizando mi vida para un propósito que no conozco, pero un día lo entenderé y entonces estaré satisfecha».

## Legado

### Su rol en la educación especial

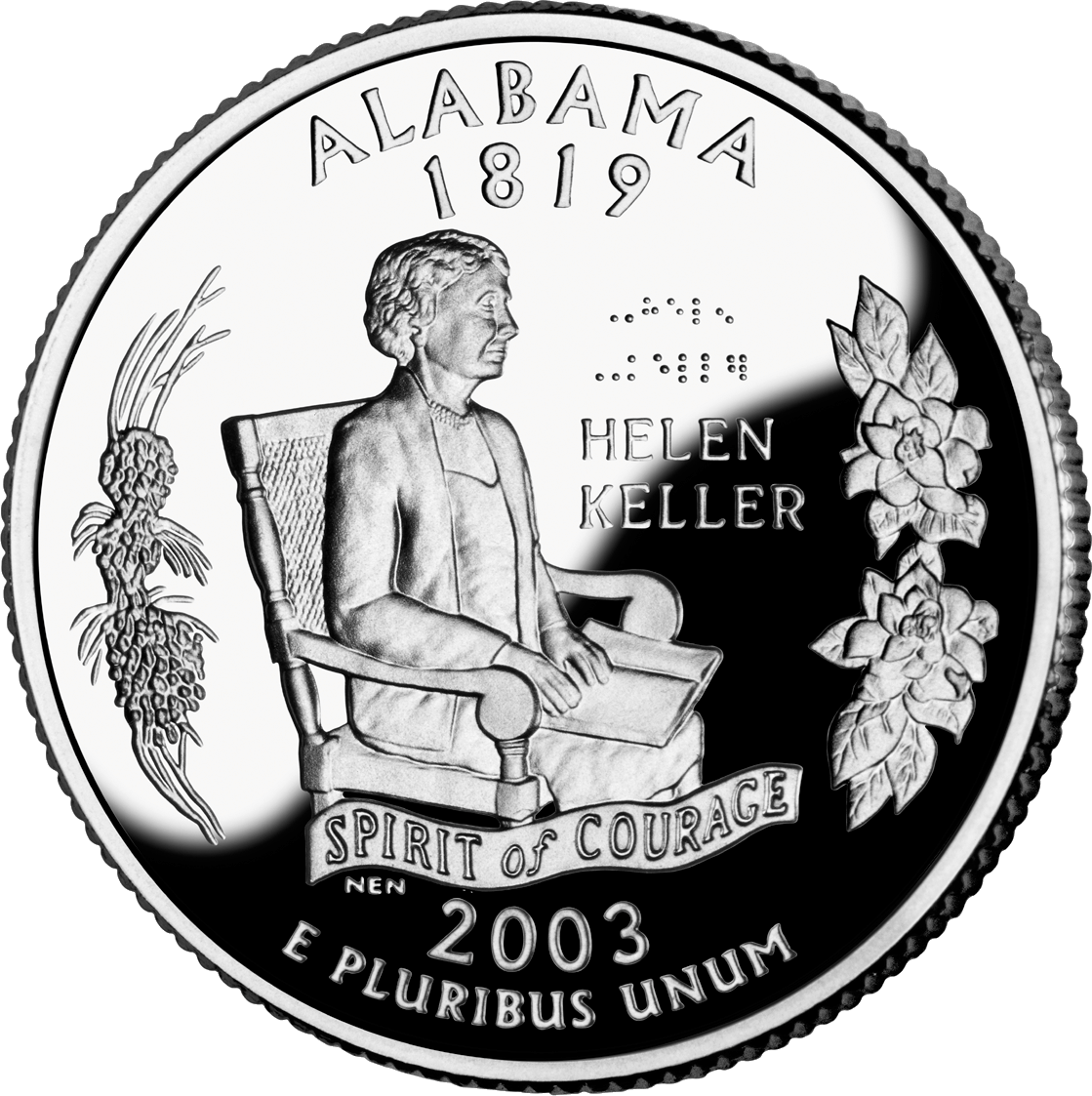
Moneda de cuarto de dólar correspondiente al estado de Alabama. Su reverso muestra la figura de Hellen Keller con su nombre en Braille reducido.

La formación de Keller significó un avance importante en la educación especial, a pesar de que hubo otros casos similares no conocidos como el de Laura Bridgman. Sin embargo, la enseñanza de Keller fue la primera en ser registrada de forma fiable en múltiples obras escritas y originó muchos métodos educativos especiales nuevos.
Los editores del libro de texto Psicología general señalaron la importancia del caso de Keller: «Es la única de su clase empujada por una maestra de talento excepcional, una gran observadora que describió el desarrollo gradual de su alumna, altamente dotada, casi una niña genio, a la que la naturaleza le había colocado una cruel prueba, apagando totalmente las dos áreas claves del sistema sensorial». Al mismo tiempo, Psicología general relató que Sullivan no recibió inicialmente el apoyo de la comunidad científica ya que parecía poco probable que su alumna se adaptara a la enseñanza tan rápido.
Helen Keller se convirtió en un ejemplo de superación y coraje como así también en un símbolo de la lucha por los derechos de personas con discapacidad. Un periodista del The Journal of Southern History publicó que «... Keller es percibida como un ícono nacional que simboliza el triunfo de las personas con discapacidad». El orador motivacional y predicador cristiano Nick Vujicic, que nació sin brazos ni piernas, confesó en su autobiografía que Helen Keller jugó un papel de gran influencia en su vida.

### Obra literaria
Su primera obra literaria, la autobiografía La historia de mi vida, se publicó en 1903 y fue apreciada ampliamente por la crítica y el público, siendo traducida a cincuenta idiomasentre ellos el español por Carmen de Burgos. En la actualidad, su autobiografía forma parte del programa obligatorio de literatura de muchas escuelas en Estados Unidos. Además de 14 libros, publicó más de 475 artículos y ensayos.
Tras el éxito de La historia de mi vida, Keller sintió que podía convertirse en escritora. Sin embargo, luego de la publicación de otras obras, se enfrentó a un problema: el público solo estaba interesado en leer su historia sobre la superación de su discapacidad, por lo que sus relatos sobre su ideología socialista y los derechos de los trabajadores no generan interés entre los lectores. Sus libros El mundo en el que vivo (1908), Canción del muro de piedra (1910) y su colección de ensayos Fuera de la oscuridad (1913) tuvieron poco éxito y prácticamente no recibieron elogios de la crítica.
Cuando Keller era joven, Sullivan le presentó al obispo y autor Philips Brooks, que la introdujo en el cristianismo, tras lo cual manifestó: «Siempre supe que Él estaba allí, pero sencillamente no sabía su nombre». Su biografía espiritual, Mi religión, que evoca enseñanzas de Emanuel Swedenborg, fue publicada en 1927 y luego reeditada en 1994 bajo el título de Luz en mi oscuridad.
Un periodista exclamó que «al expresar sus ideas, proporciona frases... y utiliza palabras que suenan como metáforas poéticas altisonantes». Otros críticos se sorprendieron al hallar en sus relatos las expresiones «vi» y «escuché» —que emplea usualmente para simplificar el texto—. Cuando utilizaba «escuché», por ejemplo, se refería a las vibraciones que percibía del entorno. El psicólogo Thomas Kusbort, al comentar ese asunto, juzgó la creatividad de los epítetos de Keller y los calificó de «verborrea».
| Año  | Título                             |
| ---- | ---------------------------------- |
| 1903 | La historia de mi vida             |
| 1903 | Optimismo                          |
| 1908 | El mundo en el que vivo            |
| 1910 | Canción del muro de piedra         |
| 1913 | Fuera de la oscuridad              |
| 1927 | Mi religión                        |
| 1929 | El medio de una corriente          |
| 1932 | Paz en el atardecer                |
| 1933 | Helen Keller en Escocia            |
| 1938 | El diario de Helen Keller          |
| 1940 | Déjanos tener fe                   |
| 1955 | Maestra                            |
| 1957 | La puerta abierta                  |
| 1967 | Helen Keller: sus años socialistas |

### Reconocimientos y honores
En 1971, su nombre fue introducido en el Alabama Women's Hall of Fame. En 1980, en conmemoración a su centenario, el presidente estadounidense Jimmy Carter proclamó por decreto el 27 de junio, día de su natalicio, como el «Día de Helen Keller».
En 1999, Keller obtuvo el quinto puesto en una encuesta de Gallup sobre los hombres y mujeres más admirados del mundo del siglo XX. En 2003, Alabama honró su memoria con la edición de una moneda de cuarto de dólar con su imagen como parte de una serie de 50 monedas conmemorativas para «promover la difusión de conocimiento de los estados individuales, su historia y geografía entre los jóvenes de los Estados Unidos». Un hospital de Sheffield y diversas calles de Zúrich, Getafe, Lod, Lisboa y Caen llevan su nombre a modo de homenaje.

Estatua de Keller en el Capitolio de Estados Unidos

En 2009, se añadió una estatua de bronce de Helen a la edad de siete años al lado de una bomba manual a la National Statuary Hall Collection del Capitolio de los Estados Unidos. El monumento representa el momento de su infancia en que comprendió su primera palabra, «agua», y lleva inscrita una cita de su autoría en relieve: «Las cosas más bellas y mejores en el mundo no pueden verse ni tocarse pero se sienten en el corazón». La casa donde pasó su infancia, en la que cada año se celebra un festival en su memoria y se reproduce The Miracle Worker, está incluida en el Registro Nacional de Lugares Históricos. En palabras de un periodista del The Journal of Southern History, «Alabama la considera [a Keller] como propia».
Walter Kendrick publicó en el periódico The New York Times que «el mito de Helen Keller viene con dos sabores, dulce y amargo. El mito dulce, canónico, la retrata como un ángel terrenal, salvado de la barbarie de la oscuridad y el silencio por Anne Sullivan, que... enseñó a la sorda y ciega Helen que la fría humedad que corría por sus manos tenía un nombre: agua. Esta Helen era completamente admirable, incluso heroica. Una vez que superó su sordera y ceguera, dedicó su vida a causas nobles». Kendrick también se refirió al libro biográfico de Dorothy Hermann, Helen Keller: A Life, comentando que «la imagen que... habían creado de ella, la de una genio valiente y minusválida, tenía poco que ver con la verdadera Helen». Mark Twain, quien admiraba profundamente a Keller, la comparó con Juana de Arco y la consideró una de las personas más relevantes de su época junto a Napoleón Bonaparte.

### En la cultura popular
La vida de Keller ha sido llevada a la industria del entretenimiento en múltiples ocasiones. Apareció como ella misma en la película muda Deliverance (1919), que narró su historia en un estilo alegórico melodramático. También fue el tema principal del documental Helen Keller In Her Story, narrada por Katharine Cornell, y The Story of Helen Keller, producida por Hearst Corporation.
The Miracle Worker fue una obra teatral de tres actos presentada en Broadway en 1959, dirigida por William Gibson e inspirada en su autobiografía, La historia de mi vida. Las diversas escenas describieron la relación entre Keller y Sullivan, y cómo esta convirtió a una niña incontrolable y casi salvaje en una activista y celebridad intelectual. El director Arthur Penn adaptó la obra de Gibson y la llevó al cine en 1962 bajo el mismo título, con Anne Bancroft y Patty Duke como protagonistas, y obtuvo dos premios de la Academia —mejor actriz y mejor actriz de reparto— y tres nominaciones —mejor vestuario, mejor director y mejor guion adaptado—. En 1979 y 2000, se llevaron a cabo dos adaptaciones para la televisión en los Estados Unidos.
En 1982, Gibson llevó a cabo una secuela de su obra teatral, titulada Monday After the Miracle, donde recreó la vida de Sullivan y Keller luego de la graduación en el Radcliffe College. La misma fue adaptada al cine por Daniel Petrie en 1998, con la protagonización de Moira Kelly y Roma Downey respectivamente.
En 1984, se estrenó un drama televisivo basado en la vida de Keller, The Miracle Continues, basada en la adaptación televisiva de 1979 que narró sus primeros años en la universidad y su vida adulta temprana. La película hindú Black (2005), de Sanjay Leela Bhansali, se basó en gran parte de la historia de Keller desde su infancia hasta su graduación. Para el rodaje del filme, la actriz principal Rani Mukerji debió utilizar lentes de contacto para generar la impresión de ceguera y aprender el lenguaje de signos y sistema braille durante siete meses con ayuda de estudiantes sordociegos.
En 2024 la compañía de teatro Chévere estrenó la obra Hellen Keller, ¿la mujer maravilla?.